# The Crown of India
The Crown of India, era un masque, un'elaborata presentazione teatrale, allestita nel 1912 per celebrare la visita nel dicembre precedente del Re Giorgio V e della Regina Maria a Delhi per la loro incoronazione di imperatore e imperatrice dell'India. Per questo masque il compositore inglese Sir Edward Elgar scrisse le musiche di scena come Op. 66, su un libretto di Henry Hamilton. Il masque consisteva in due quadri: "Le Città dell'India" e "Ave Imperator!".

## Musica
Il masque fu eseguito per la prima volta al London Coliseum di Londra l'11 marzo 1912. Elgar compose dodici brani per contralto, basso, coro e orchestra:

### Quadro I: Le Città dell'India
- 1a Introduzione
- 1b Misura sacra
- 2 - Danza delle Ragazze Nautch
- 2a India saluta le sue città
- 3 - Canzone (Agra): 'Ave, India immemorabile!' (L'omaggio a India)
- 3a Ingresso di Calcutta. India: "Benvenuta Calcutta!"
- 3b Ingresso di Delhi. Delhi: 'Fermi! Quel posto è mio'
- 4a Introduzione
- 4b Marcia degli Imperatori Moghul. India: "Illustri imperatori!"
- 5 - Ingresso di John Company.[1] Calcutta: "Buon John Company, rispondi"
- 5a Ingresso di San Giorgio. India: "Calcutta, Delhi, mettete una pausa al litigio"
- 6 - Canzone (San Giorgio): The Rule of England
- 7 - Interludio

### Quadro II: Ave Imperator!
- 8a Introduzione
- 8b Danza dei guerrieri
- 9 - Le città dell'India indiana:[2] "Salve, Ora festiva da fuori dal tempo"
- 10 - Marcia: "La corona d'India". India: "Incessu patuit Imperator"
- 10a L'omaggio di India
- 11 - L'incoronazione di Delhi
- 12 - Ave Imperatore!

## Prima esecuzione
Il programma del London Coliseum per la prima settimana dello spettacolo mostra che il masque The Crown of India era il più importante degli undici spettacoli che componevano la rappresentazione. C'erano due Quadri: "Le città di India" e "Ave Imperator!". Il programma elencava il cast, che personificava la stessa "India", l'Inghilterra rappresentata da "San Giorgio" e varie città indiane. C'erano anche attori partecipanti, in costumi elaborati, che impersonavano altri ruoli. Elgar assistette alle prove quotidiane per due settimane, quindi tenne lo spettacolo di un'ora, due spettacoli al giorno per altre due settimane.
-- Great New Elgar Work –
"THE CROWN OF INDIA,"
An Imperial Masque, in Two Tableaux, specially
composed by
SIR EDWARD ELGAR.
Written by Mr. Henry Hamilton.
Cast:-
India.................................Miss Nancy Price
St. George........................Mr. Harry Dearth
Agra.................................Miss Marion Beeley
Delhi.................................Miss May Leslie Stuart
Calcutta............................Miss Evelyn Kerry
Benares............................Miss Sybil Etherington
Cities, Mogul Emperors, Princes, Guards, Executioners, Courtiers, Fan Bearers, Ladies
Attendant Syce, Litter Bearers, Heralds, Trumpeters, etc.
NOTE. – During the first two weeks of "THE CROWN OF INDIA"
SIR EDWARD ELGAR
will himself conduct the Augmented Orchestra in the performance of his work.

## Estratti
Elgar in seguito estrasse cinque dei pezzi - 1(a), 2, 5, 8 e 4 e aggiunse un intermezzo per violino solista per creare The Crown of India Suite. La prima esibizione fu al Festival di Hereford l'11 settembre 1912, con la London Symphony Orchestra diretta dal compositore. La Suite ottenne subito popolarità: durante la vita di Elgar, ci furono 102 esibizioni dal vivo sulla BBC.
Anche la Marcia La corona d'India della musica di scena del masque viene eseguita separatamente.

## Partitura completa
La partitura completa delle musiche di scena di The Crown of India è stata pubblicata solo in una versione per voce e pianoforte dall'amico di Elgar Hugh Blair. Le restanti parti orchestrali furono distrutte negli anni '60. Nel 2007 la Elgar Society ha incaricato il compositore Anthony Payne di completare l'orchestrazione della musica per The Crown of India. Payne deve "completare la partitura della versione per canto e piano e combinarla, se del caso, con la suite orchestrale e la marcia".

## Incisioni
- The CD with the book Oh, My Horses! Elgar and the Great War[9] has many historical recordings including "Hail, Immemorial Ind", a 1975 recording with Carol Leatherby (soprano) and the Kensington Symphony Orchestra conducted by Leslie Head
- The Anthony Payne orchestration of the complete pageant was recorded by the BBC Philharmonic and Sir Andrew Davis in 2007 (Chandos).

A fine recording exists as part of The Great British Collection. Douglas Bostock conducts The Munich Symphony Orchestra.